# Arboretum Punkaharju

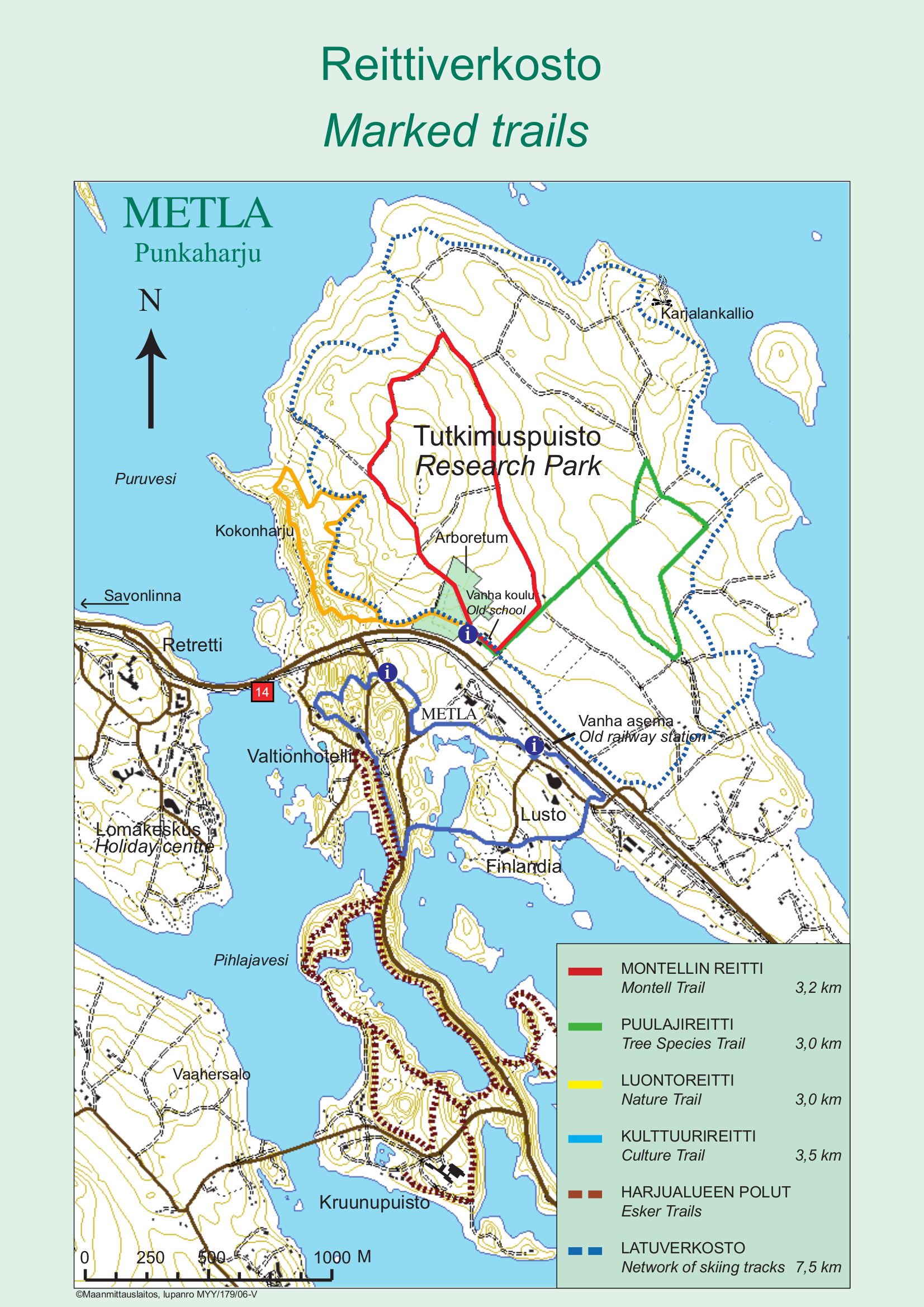
Umgebungsplan

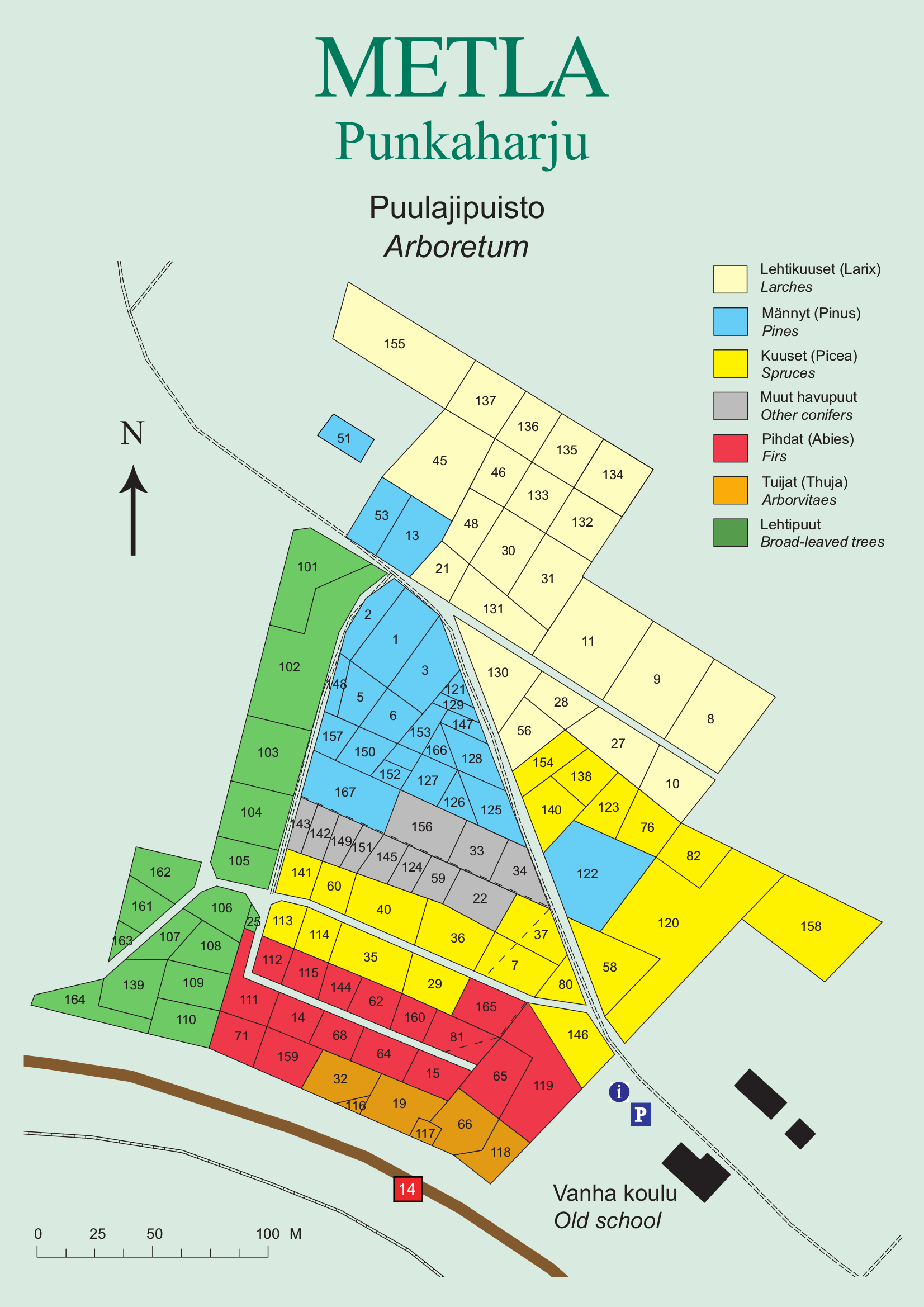
Plan des Arboretums

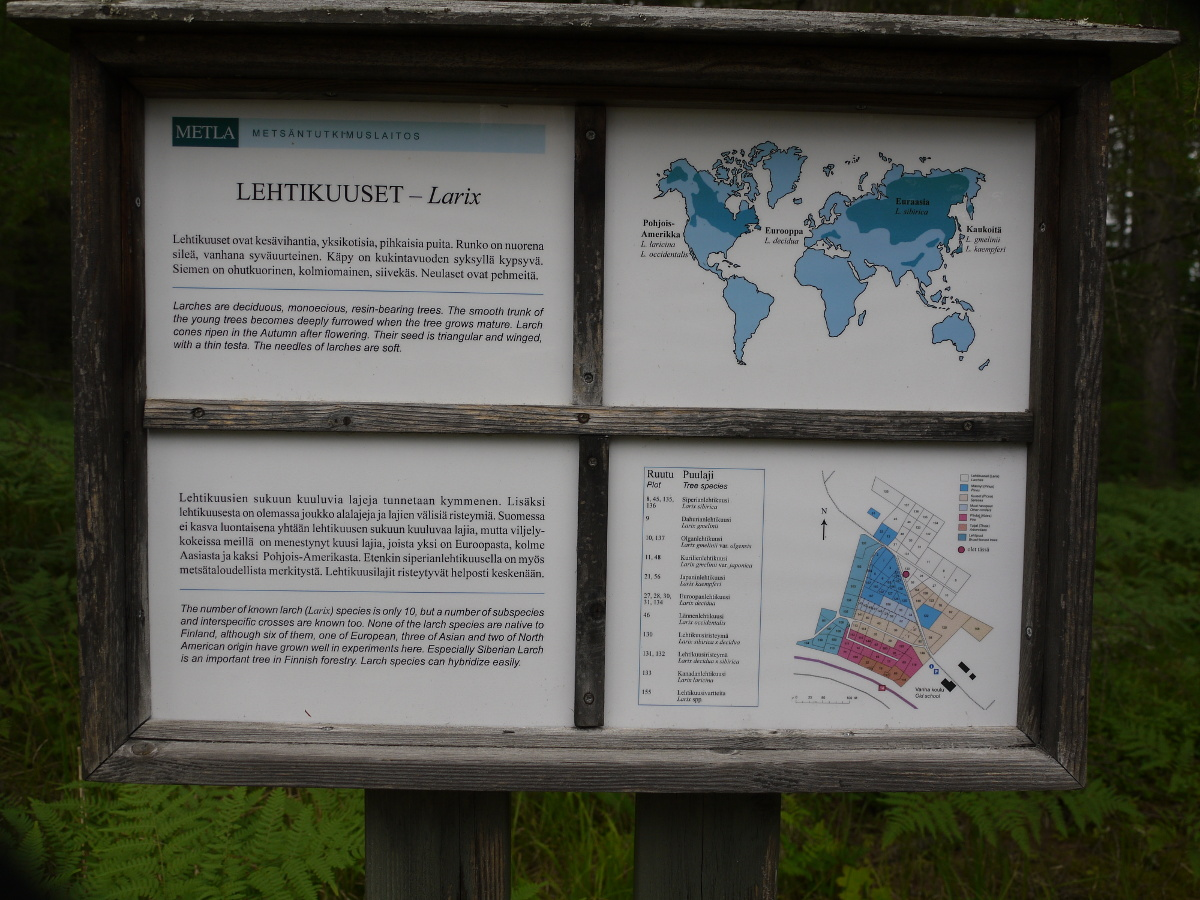
Infotafel zur Lärche: Beschreibung, Vorkommen, Pflanzungen im Arboretum

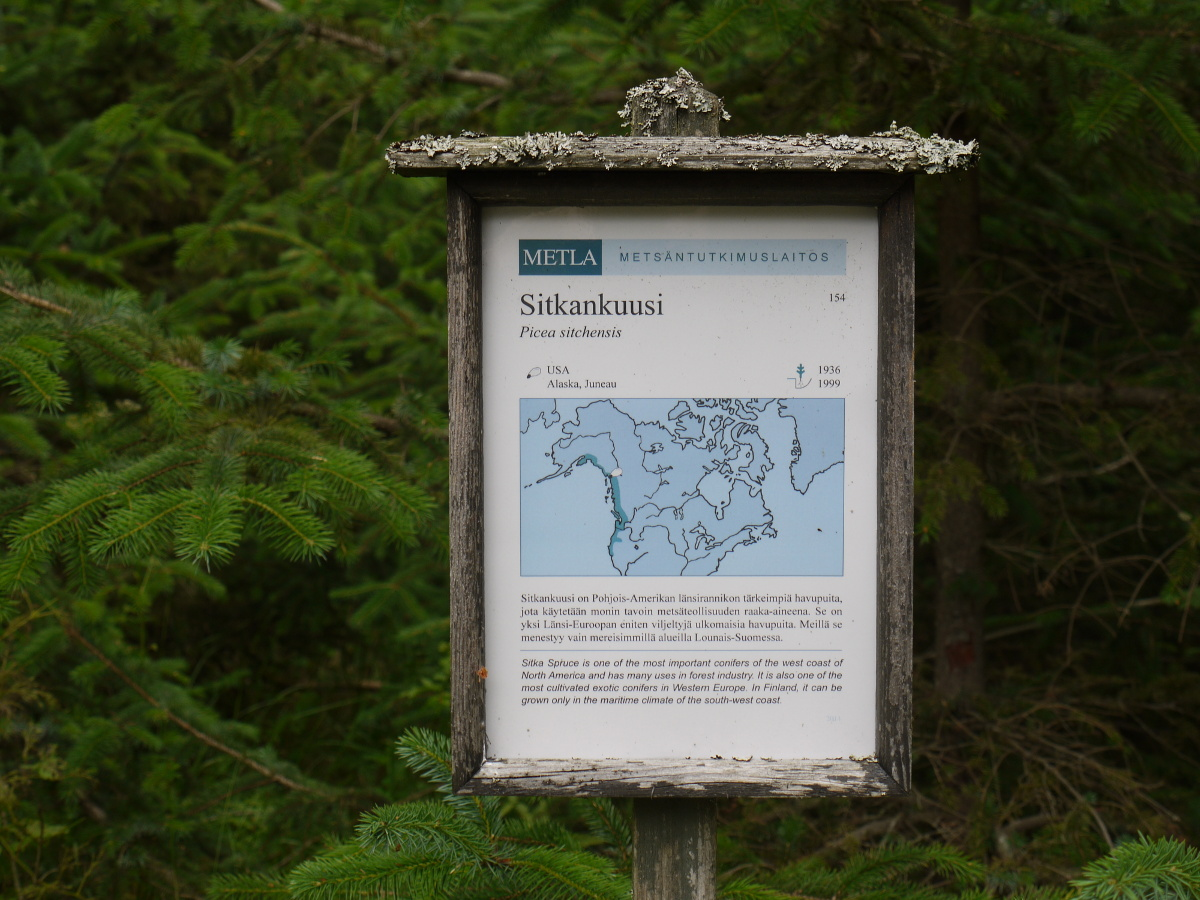
Infotafel der Parzelle 154, Sitka-Fichte: Herkunft, Nutzung in Europa

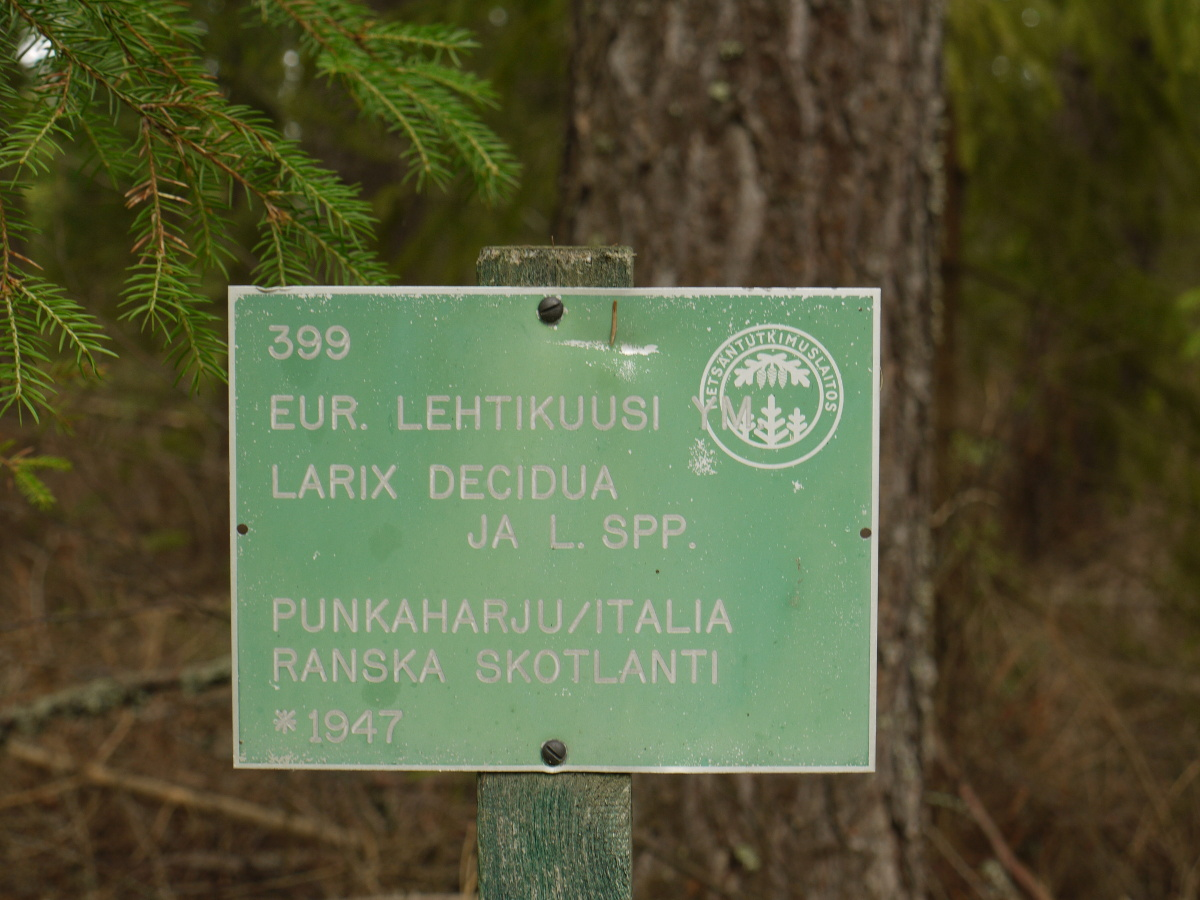
Infotafel der Parzelle 399, Europäische Lärche, angepflanzt 1947

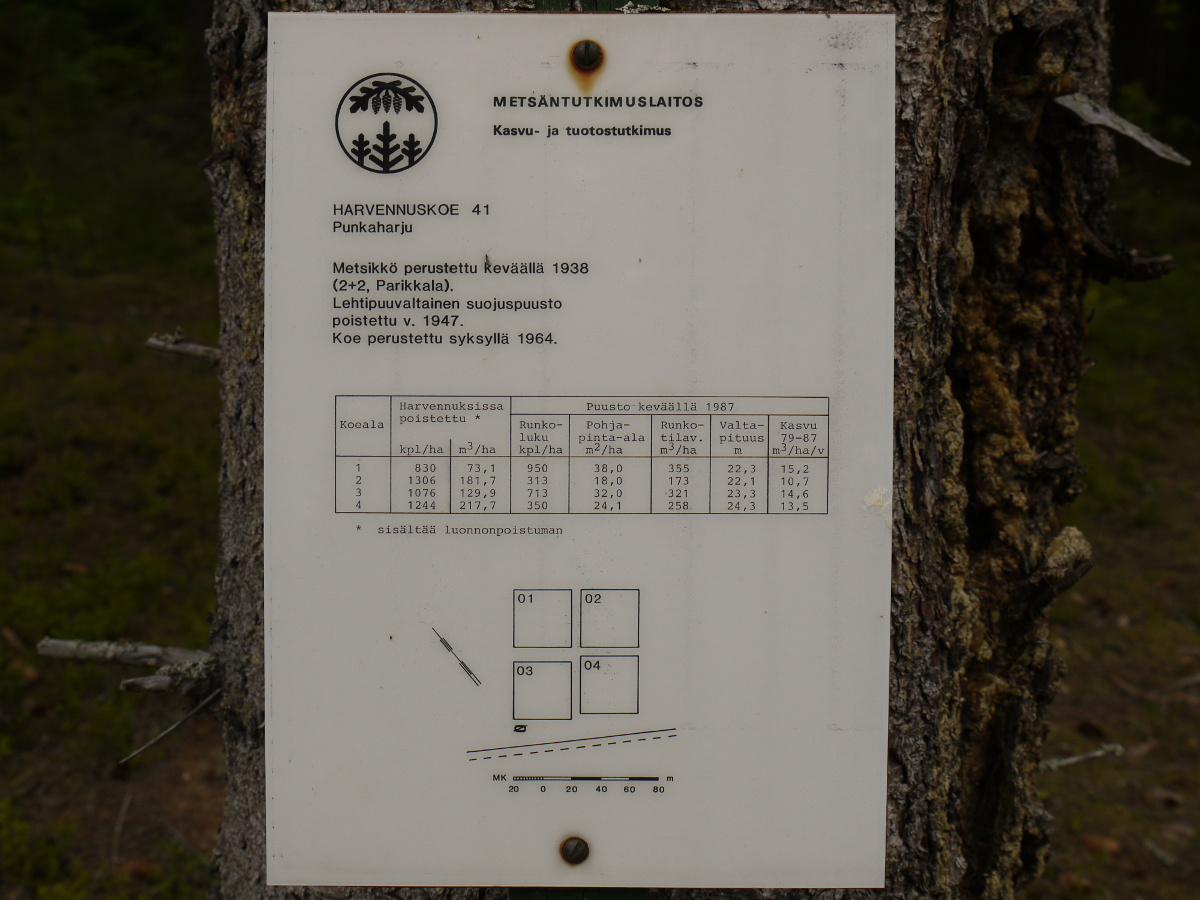
Langzeitversuch über Auswirkungen der Durchforstungen auf den Holzzuwachs

Das Arboretum Punkaharju liegt ca. 7 km nördlich von Punkaharju an der Staatsstraße 14 Richtung Savonlinna in Finnland. Es informiert über forstlich nutzbare und einheimische Baumarten in Finnland.
Die ausgedehnten Wälder und die landschaftliche Schönheit hier am Punkaharju (Os) veranlassten im 18. Jahrhundert den damaligen Landesherren, den russischen Zaren Alexander I., hier die Forstwirtschaft und den Tourismus zu entwickeln.
Übersichtliche, online abrufbare Pläne informiert über die Lage des Arboretums, thematische Rundwege, historische Gebäude und das finnische Museum und Wissenschaftszentrum für Waldkultur LUSTO in seiner Umgebung.

## Arboretum
Die Vorläufer des Arboretums liegen in der Mitte des 19. Jahrhunderts. 1877 wurden erste Versuchsparzellen mit exotischen Arten angepflanzt. Die 1917 gegründete Forstliche Versuchsanstalt Metla führte die Arbeit weiter. Seit der Eingliederung von METLA in die 2007 neu gegründete Einrichtung Luonnonvarakeskus (Luke) setzt die Luke-Abteilung in Punkaharju die Forschung fort.
Auf einem 150 Hektar großen Areal im Punkaharju-Forschungspark wurden Versuche mit mehr als 50 Baumarten, hauptsächlich Nadelbäume, durchgeführt. Ergänzend zu den großflächigen Versuchspflanzungen entstand 1929 bis 1938 das Arboretum. Alle exotischen Baumarten, die im Forschungspark wachsen, wurden auf kleinen Parzellen gepflanzt. Außerdem gibt es Parzellen mit einigen anderen Arten, die sonst in der Region nicht zu finden sind. Ursprünglich wurden insgesamt 72 Baumarten angepflanzt. Heute sind noch 46 übrig, 39 Nadel- und 7 Laubbaumarten.
Im Park wurden Bereiche für jeweils eine Gattung gebildet. Diese Bereiche wurden unterteilt in Parzellen, auf denen jeweils eine Art wächst. Dies erleichtert den Vergleich verschiedener Arten innerhalb derselben Gattung. Für Nadelbäume gibt es Flächen für Tannen (Abies), Picus, Pinien, Lärchen und Thuyas. Koniferengattungen, die im Park nur von einer oder wenigen Arten vertreten werden, sind nahe beieinander gepflanzt worden. Auch einige Laubbaumarten findet man im Park. Schautafeln informieren über die wichtigsten exotischen Arten in der Gegend.
Das Arboretum wurde seit den 1990er Jahren stark überarbeitet und weiterentwickelt. Ziel ist es, im Arboretum alle Nadelgehölze, die hier gedeihen, und zusätzlich alle einheimischen Laubbäume und Sträucher anzupflanzen. Seit 1991 wurden mehr als 100 neue Flächen mit Setzlinge bepflanzt, darunter 16 neue Nadel- und 33 neue Laubgehölzarten. Letztere umfassen 15 buschige Arten. Sonderformen von 26 einheimischen Baumarten wurden ebenfalls angepflanzt (10 Fichten, 4 Kiefern, 7 Birken und 5 Erlen). Der Rest der Neuanpflanzungen besteht aus Arten, die bereits im Arboretum vertreten waren. Gegenwärtig gibt es im Arboretum etwa 134 verschiedene Arten oder Sonderformen.

### Baumarten im Arboretum
Die nachfolgende Aufstellung ist eine Übersetzung einer Liste der Baumarten aus einem Informationsblatt, Stand 2009. Die Parzellennummern beziehen sich auf die Nummern im Plan auf diesem Blatt.
| Parzelle | Botanischer Name                       | Deutscher Name                                                |
|          | Larix                                  | Lärchen                                                       |
| -------- | -------------------------------------- | ------------------------------------------------------------- |
| 8        | Larix sibirica                         | Sibirische Lärche                                             |
| 9        | Larix gmelinii                         | Dahurische Lärche                                             |
| 10       | Larix gmelinii var. olgensis           | Dahurische Lärche                                             |
| 11       | Larix gmelinii var. japonica           | Varietäten der Dahurische Lärche                              |
| 21       | Larix kaempferi                        | Japanische Lärche                                             |
| 27       | Larix decidua                          | Europäische Lärche                                            |
| 28       | Larix decidua                          | Europäische Lärche                                            |
| 30       | Larix decidua                          | Europäische Lärche                                            |
| 31       | Larix decidua                          | Europäische Lärche                                            |
| 45       | Larix sibirica                         | Sibirische Lärche                                             |
| 46       | Larix occidentalis                     | Westamerikanische Lärche                                      |
| 48       | Larix gmelinii var. japonica           | Kurilen-Lärche                                                |
| 56       | Larix kaempferi                        | Japanische Lärche                                             |
| 130      | Larix sibirica x decidua               | Kreuzung aus Sibirischer und Europäischer Lärche              |
| 131      | Larix decidua x sibirica               | Kreuzung aus Europäischer und Sibirischer Lärche              |
| 132      | Larix decidua x sibirica               | Kreuzung aus Europäischer und Sibirischer Lärche              |
| 133      | Larix laricina                         | Ostamerikanische Lärche                                       |
| 134      | Larix decidua                          | Europäische Lärche                                            |
| 135      | Larix sibirica                         | Sibirische Lärche                                             |
| 136      | Larix sibirica                         | Sibirische Lärche                                             |
| 137      | Larix gmelinii var. olgensis           | Dahurische Lärche var.                                        |
| 155      | Larix spp.                             | Lärchen-Transplantat (?)                                      |
|          | Pinus                                  | Kiefern                                                       |
| 1        | Pinus contorta var. latifolia          | Küsten-Kiefer var.                                            |
| 2        | Pinus contorat var. latifolia          | Küsten-Kiefer var.                                            |
| 3        | Pinus mugo                             | Bergkiefer                                                    |
| 5        | Pinus cembra subsp. sibirica           | Sibirische Zirbelkiefer (siehe dort Anmerkung zur Systematik) |
| 6        | Pinus cembra                           | Zirbelkiefer                                                  |
| 13       | Pinus peuce                            | Rumelische Kiefer                                             |
| 51       | Pinus banksiana                        | Banks-Kiefer                                                  |
| 53       | Pinus peuce                            | Rumelische Kiefer                                             |
| 121      | Pinus mugo                             | Bergkiefer                                                    |
| 122      | Pinus sylvestris formae                | Waldkiefer (?)                                                |
| 125      | Pinus peuce                            | Rumelische Kiefer                                             |
| 126      | Pinus strobus                          | Weymouth-Kiefer                                               |
| 127      | Pinus banksiana                        | Banks-Kiefer                                                  |
| 128      | Pinus cembra                           | Zirbelkiefer                                                  |
| 129      | Pinus mugo subsp. uncinata             | Bergkiefernart (Spirke, Hakenkiefer, Aufrechte Bergkiefer)    |
| 147      | Pinus pumila                           | Zwerg-Kiefer                                                  |
| 148      | Pinus cembra subsp. sibirica           | Sibirische Zirbelkiefer                                       |
| 150      | Pinus contorta var. Latifolia          | Küsten-Kiefer (?)                                             |
| 152      | Pinus resinosa                         | Amerikanische Rot-Kiefer                                      |
| 153      | Pinus mugo subsp. uncinata             | Bergkiefernart (Spirke, Hakenkiefer, Aufrechte Bergkiefer)    |
| 157      | Pinus sylvestris                       | Waldkiefer                                                    |
| 166      | Pinus ponderosa                        | Gelb-Kiefer                                                   |
| 167      | Pinus sylvestris formae                | Waldkiefer (?)                                                |
|          |                                        | Laubbäume                                                     |
| 25       | Juglans mandshurica                    | Ein ostasiatisches Walnussgewächs                             |
| 101      | Betula pendula var. carelica           | karelische Hänge-Birke (?)                                    |
| 102      | Betula spp.                            | verschiedene Birkenarten                                      |
| 103      | Alnus spp.                             | verschiedene Erlearten                                        |
| 104      | Salix spp.                             | verschiedene Weidearten                                       |
| 105      |                                        | Verschiedene Laubbäume                                        |
| 106      |                                        | Verschiedene Laubbäume                                        |
| 107      | Acer spp.                              | Verschiedene Ahornarten                                       |
| 108      | Ulmus spp.                             | Verschiedene Ulmenarten                                       |
| 109      | Tilia cordata                          | Winterlinde                                                   |
| 110      | Sorbus spp.                            | verschiedene Sorbus-Arten                                     |
| 139      | Populus spp.                           | Verschiedene Pappelarten                                      |
| 161      |                                        | Verschiedene Laubbäume                                        |
| 162      |                                        | Verschiedene Laubbäume                                        |
| 163      |                                        | Verschiedene Laubbäume                                        |
| 164      |                                        | Verschiedene Laubbäume                                        |
|          | Picea                                  | Fichten                                                       |
| 7        | Picea abies                            | Gemeine Fichte                                                |
| 29       | Picea jezoënsis                        | Ajan-Fichte                                                   |
| 35       | Picea glauca                           | Weiß-Fichte                                                   |
| 36       | Picea mariana                          | Schwarz-Fichte                                                |
| 37       | Picea abies                            | Gemeine Fichte                                                |
| 40       | Picea mariana                          | Schwarz-Fichte                                                |
| 58       | Picea omorika                          | Serbische Fichte                                              |
| 60       | Picea pungens                          | Stech-Fichte                                                  |
| 76       | Picea jezoënsis                        | Ajan-Fichte                                                   |
| 80       | Picea koraiensis                       | Koreanische Fichte (?)                                        |
| 82       | Picea abies                            | Gemeine Fichte                                                |
| 113      | Picea rubens                           | Amerikanische Rot-Fichte                                      |
| 114      | Picea engelmannii                      | Engelmann-Fichte                                              |
| 120      | Picea abies, formae                    | verschiedene Fichtenarten                                     |
| 123      | Picea jezoënsis                        | Ajan-Fichte                                                   |
| 138      | Picea glauca                           | Weiß-Fichte                                                   |
| 140      | Picea mariana                          | Schwarz-Fichte                                                |
| 141      | Picea pungens                          | Stech-Fichte                                                  |
| 146      | Picea spp.                             | verschiedene Fichtenarten                                     |
| 154      | Picea sitchensis                       | Sitka-Fichte                                                  |
| 158      | Picea abies                            | Gemeine Fichte                                                |
|          | Abies                                  | Tannen                                                        |
| 14       | Abies sibirica                         | Sibirische Tanne                                              |
| 15       | Abies lasiocarpa                       | Felsengebirgs-Tanne                                           |
| 62       | Abies sachalinensis                    | Sachalin-Tanne                                                |
| 64       | Abies balsamea                         | Balsam-Tanne                                                  |
| 65       | Abies spp.                             | verschiedene Tannenarten                                      |
| 68       | Abies nordmanniana                     | Nordmann-Tanne                                                |
| 71       | Abies veitchii                         | Veitchs Tanne                                                 |
| 81       | Abies lasiocarpa                       | Felsengebirgs-Tanne                                           |
| 111      | Abies koreana                          | Korea-Tanne                                                   |
| 112      | Abies nephrolepis                      | Ostsibirische Tanne                                           |
| 115      | Abies fraseri                          | Fraser-Tanne                                                  |
| 119      | Abies spp.                             | verschiedene Tannenarten                                      |
| 144      | Abies concolor                         | Kolorado-Tanne                                                |
| 159      | Abies alba                             | Weiß-Tanne                                                    |
| 160      | Abies amabilis                         | Purpur-Tanne                                                  |
| 165      | Abies sibirica                         | Sibirische Tanne                                              |
|          |                                        | Andere Koniferen                                              |
| 22       | Taxus cuspidata                        | Japanische Eibe                                               |
| 33       | Pseudotsuga menziesii                  | Douglasie                                                     |
| 34       | Pseudotsuga menziesii                  | Douglasie                                                     |
| 59       | Tsuga heterophylla                     | Westamerikanische Hemlocktanne                                |
| 124      | Tsuga mertensiana                      | Berg-Hemlocktanne                                             |
| 142      | Juniperus communis                     | Gemeiner Wacholder                                            |
| 143      | Juniperus communis                     | Gemeiner Wacholder                                            |
| 145      | Tsuga heterophylla                     | Westamerikanische Hemlocktanne                                |
| 149      | Chamaecyparis pisifera                 | Sawara-Scheinzypresse                                         |
| 151      | Tsuga canadensis                       | Kanadische Hemlocktanne                                       |
| 156      | Pseudotsuga menziesii                  | Douglasie                                                     |
|          | Thuja                                  | Lebensbaum                                                    |
| 19       | Thuja occidentalis                     | Abendländischer Lebensbaum                                    |
| 32       | Thuja plicata                          | Riesen-Lebensbaum                                             |
| 66       | Thuja koraiensis & occidentalis        | Koreanischer & Abendländischer Lebensbaum                     |
| 116      | Thuja plicata                          | Riesen-Lebensbaum                                             |
| 117      | Thuja occidentalis                     | Abendländischer Lebensbaum                                    |
| 118      | Thuja... / Betula pendula var carelica | verschiedene Lebensbaum- und Birkenarten                      |

## Rundwege in der Umgebung
Das Arboretum, die Versuchspflanzungen und die forstliche Forschungseinrichtung liegen inmitten der Landschaft des Punkaharju (Os), die von der letzten Eiszeit in charakteristischer Weise geformt, vom wirtschaftenden Menschen überformt und schon früh für Tourismus erschlossen wurde. Zahlreiche Sehenswürdigkeiten entstanden.

### Montell-Rundweg
Der 3,2 km lange Rundweg (roter Weg auf dem Übersichtsplan) führt an der älteste Pflanzung, Montell's Lärchenwald vorbei. Er kann auch mit dem Auto befahren werden. Viele verschiedene in Finnland angewandte Formen der Waldbewirtschaftung und sowohl einheimische als auch exotische Baumarten gibt es zu sehen.

### Baumarten-Rundweg
Der Baumarten-Rundweg (grüner Weg auf dem Übersichtsplan) bietet die Möglichkeit, die Eigenschaften und das Überleben von über 30 Nadelbaumarten in Punkaharjus Umgebung kennenzulernen. Der Weg ist 3 km lang, und die entlang des Weges stehenden Bäume sind in Parzellen mit jeweils einer Art gepflanzt. Der Weg ist mit grünen Markierungen markiert.

### Natur-Rundweg
Die Wanderung durch den Naturlehrpfad (gelber Weg auf dem Übersichtsplan) bietet die Gelegenheit, einheimische Wälder von Punkaharju kennenzulernen. Ebenso gibt es auch einige alte mit exotischen Baumarten wie Lärchen angepflanzte Wälder zu sehen. Der Weg ist 3 km lang und mit gelben Markierungen an Bäumen und Wegweisern markiert.

### Kultur-Rundweg
Der Punkaharju Kultur-Rundweg (blauer Weg auf dem Übersichtsplan) bietet die Möglichkeit, viele historische und kulturelle Sehenswürdigkeiten im Gebiet des Harju kennenzulernen. Der Weg ist 3,5 km lang und mit weißen Markierungen an Bäumen und Wegweisern ausgeschildert.
Der Weg beginnt an der Informationstafel beim Parkplatz des finnischen Museums und Wissenschaftszentrum für Waldkultur LUSTO und führt an vielen nachfolgend noch beschriebenen Sehenswürdigkeiten vorbei: am alten Bahnhof, Hottelli Finlandia, über die „Kussbrücke“, über ein kurzes Stück des Os, am Valtionhotelli, an den Gebäuden der forstlichen Forschungsstation und zurück zum Ausgangspunkt.

### Harju-Weg
Mehrere kleinere, miteinander vernetzte Pfade (unterbrochene grüne Linie im Übersichtsplan), insgesamt fast 10 km, durchziehen hier die Landschaft. Vom Valtionhotelli Richtung Süden geht es durch eindrucksvollen, finnischen Kiefernwald, über Teile des Os Punkaharju zu einer Badebucht, zu restaurierten Schützengräben aus dem Winterkrieg, entlang von Buchten, Tümpeln und Ausblicken über einen Randsee des Puruvesi-Sees, über Inseln, vorbei am Krunupuisto.

### Ski-Langlauf-Loipe
Die 2007 angelegte Loipe (unterbrochene blaue Linie im Übersichtsplan) führt um den Forschungspark herum. Die 7,5 km lange Loipe kann auch, wenn kein Schnee liegt, als Wanderwegen begangen werden. Die Strecke bietet ein gutes Bild der Forschungsparkwälder. Der Weg wurde durch EU-Mittel für die Entwicklung ländlicher Gebiete (EAGFL) gefördert.